# ほ座
ほ座（ほざ、Vela）は、現代の88星座の1つ。18世紀半ばにプトレマイオスの48星座の1つアルゴ座の中に設けられた小区画を起源とする新しい星座で、船の帆をモチーフとしている。明るい星が多いものの、日本の多くの地域では星座の全域を見ることはできない。ほ座のδ星とκ星、りゅうこつ座のι星とε星を結んでできる十字架形は、南十字星と見誤りやすいため「にせ十字」と呼ばれる。

## 主な天体

### 恒星
アルゴ座が3つに分割された際、ギリシア文字の符号はアルゴ座のものがそのまま使われることとなったため、ほ座には α星やβ星が存在しない。
2等星が4つ、3等星が4つと明るい星が多い。2023年6月現在、国際天文学連合 (IAU) によって7個の恒星に固有名が認証されている。
- δ星：「にせ十字」を形作る2等星[7]。見かけの明るさ1.99 等のA星と5.57 等のB星の連星系[8]。さらにA星はそれ自体が分光連星で、変光星としてはアルゴル型の食変光星に分類されており[9]、約45.15日の周期で1.95 等から2.43 等の範囲で変光している[10]。主星のAa星には「アルセフィナ[11](Alsephina[6])」という固有名が付けられている[6]。
- κ星：「にせ十字」を形作る2等星[12]。見かけの明るさ2.473 等、スペクトル型B2IVの青白い星で、分光連星と見られている[12]。「マルケブ[11](Markeb[6])」という固有名を持つ[6]。
- λ星：見かけの明るさ2.21 等、スペクトル型K4Ibの赤色超巨星[13]。変光星としてはLC型の不規則変光星に分類されており、2.14 等から2.30 等の範囲で変光する[14]。「スハイル[11](Suhail[6])」という固有名を持つ[6]。
- HD 83443：見かけの明るさ8.24 等、スペクトル型K0/1Vの橙色主系列星[15]。国際天文学連合の100周年記念行事「IAU100 NameExoWorlds」でケニアに命名権が与えられ、主星はKalausi、太陽系外惑星はBuruと命名された[16]。
- HD 85390：見かけの明るさ8.55 等、スペクトル型K1.5Vの橙色主系列星[17]。国際天文学連合の100周年記念行事「IAU100 NameExoWorlds」でザンビアに命名権が与えられ、主星はNatasha、太陽系外惑星はMadalitsoと命名された[16]。
- GJ 367：見かけの明るさ9.979 等、スペクトル型のM1.0の恒星で、10等星[18]。太陽系から約30.7 光年の距離にあり、2021年に太陽系外惑星が発見された[19]。2022年から2023年にかけてIAUが実施したキャンペーン「NameExoWorlds 2022」でチリ共和国からの提案が採用され、主星はAñañuca、太陽系外惑星はTahayとそれぞれ命名された[20]。
- WASP-19：見かけの明るさ12.31 等、スペクトル型G8Vの主系列星で、12等星[21]。太陽系から約870 光年の距離にあり、2009年に太陽系外惑星が発見された[22]。2022年から2023年にかけてIAUが実施したキャンペーン「NameExoWorlds 2022」でオーストラリア連邦からの提案が採用され、主星はWattle、太陽系外惑星はBanksiaとそれぞれ命名された[20]。

その他、以下の恒星が知られている。
- γ2星：見かけの明るさ1.83 等と、ほ座で最も明るく見える2等星[23]。スペクトル型WC8のウォルフ・ライエ星とO7.5の恒星からなる分光連星[23]で、41秒離れた位置に見えるγ1星とは見かけの二重星の関係にあるとされる[24]。通称の Regor[25][26]は、アポロ1号ミッションの訓練中にアメリカの宇宙飛行士ガス・グリソムと天文航法プログラムを作ったAnthony Jenzanoとの間の冗談で生まれたもので、アポロ1号の宇宙飛行士ロジャー・チャフィーのファーストネーム Roger を逆さに読んだものである[25]。
- μ星：見かけの明るさ2.69 等の3等星[27]。見かけの明るさ2.82 等の黄色巨星と5.65 等の黄色主系列星の連星系[28]。
- ο星：見かけの明るさ3.63 等の4等星[29]。「SPB (Slowly palsating B-type star)」と呼ばれる脈動変光星の一種で、約2.8日の周期で3.57 等から3.63 等の範囲で変光する[30]。
- φ星：見かけの明るさ3.45 等、スペクトル型B5Ibの青色超巨星で3等星[31]。太陽の10倍の質量を持つとされ、将来は超新星爆発を起こすものと考えられている[32]。
- N星：見かけの明るさ3.139 等、スペクトル型K5IIIの橙色巨星で3等星[33]。太陽系から約209 光年の距離にあり[33]、将来は白色矮星になると考えられている[34]。

### 星団・星雲・銀河
- NGC 3132：太陽系から約4,165 光年の距離にある惑星状星雲[35]で、8の字星雲[36]や南のリング星雲 (英: Southern Ring Nebula)[36]、Eight-Burst Nebula[35]などの通称で知られる。パトリック・ムーア（英語版）がアマチュア天文家の観測対象に相応しい星団・星雲・銀河を選んだコールドウェルカタログで、74番に選ばれている[37]。
- NGC 3201：太陽系から約16,300 光年の距離にある球状星団[38]。星団中心への恒星の集中度が低く、まだコア崩壊を迎えていない球状星団であると考えられている[39]。2022年には、コア近辺に100個ほどの恒星質量ブラックホールが存在する可能性を示唆する研究結果が発表されている[39]。コールドウェルカタログの79番に選ばれている[37]。
- IC 2391：太陽系から約480 光年の距離にある散開星団で、「ο Velorum cluster」とも呼ばれる[40]。コールドウェルカタログの85番に選ばれている[37]。
- ガム星雲：ほ座ととも座の境界付近の40°以上の領域に広がって見える水素ガスの領域で、太陽系からおよそ450 光年から1,500 光年の広範囲に広がっている[41]。通称の「ガム星雲 (英: The Gum Nebula)」は、20世紀オーストラリアの天文学者コリン・スタンリー・ガムの名前にちなむ[41]。この水素ガス領域の起源については100万年以上前に生じた超新星爆発による超新星残骸とする説が有力であるが、複数の超新星爆発と大質量星からの恒星風によって長い年月をかけて形成された分子雲であるとする説も出されており、いまだ議論が続いている[41]。
- ほ座超新星残骸：太陽系から約815 光年の距離にある超新星残骸[42]。約11,000年前に生じた超新星爆発によって生じたものと考えられている[43]。
  - ベラパルサー：ほ座超新星残骸の中、太陽系から約960 光年の距離にあるパルサー[44]。「ほ座パルサー[45]」とも呼ばれる。1969年、「グリッチ」と呼ばれる、高速回転する中性子星の自転速度が瞬時に上昇する現象が史上初めて観測された[46]。
- ベラ・ジュニア：1998年に発見された超新星残骸[47]。はるかに大きく遠くにあるほ座超新星残骸を背景としていることから、Vela Jr. の通称で呼ばれる[48]。1271年（文永8年）に日蓮が龍ノ口の刑場で斬首に処せられそうになったいわゆる「龍ノ口法難」で、南の空に生じた発光現象はこの超新星残骸の前駆天体による超新星爆発ではないかとする説が出されている[48][49]。
- HH 46/47：太陽系から約1,400 光年の距離にあるハービッグ・ハロー天体[50]。生まれたばかりの星から噴き出す分子流によって輝いている[50]。

- 2022年にジェイムズ・ウェッブ宇宙望遠鏡によって撮像された惑星状星雲NGC 3132。
- チリにある欧州南天天文台 (ESO) ラ・シヤ天文台のMPG/ESO 2.2m反射望遠鏡で撮像された球状星団NGC 3201。
- STScIのDSSによる散開星団IC 2391の撮像。最も明るく見えるほ座ο星の名を取って ο Velorum cluster とも呼ばれる。
- チリにあるESOパラナル天文台の VLT Survey Telescope で撮像されたほ座超新星残骸。

## 由来と歴史
ほ座の原型となったのは、古代ギリシアの伝承に登場するアルゴ船をモチーフとした星座アルゴ座である。しかし、現在のほ座の領域全てがアルゴ座の一部と見なされるようになったのは18世紀半ばになってから、また独立した星座として扱われるようになったのは19世紀後半からである。
星座としてのアルゴ座は紀元前1000年頃には生まれていたと考えられており、紀元前4世紀頃の古代ギリシアの天文学者クニドスのエウドクソスの著書『ファイノメナ (古希: Φαινόμενα)』に既に名前が登場している。2世紀頃にアレクサンドリアで活躍した帝政ローマ期の学者クラウディオス・プトレマイオスの著書『アルマゲスト』には、45個の星がアルゴ座に属するとされた。プトレマイオスの示した45個の星が、現代のどの星に相当するのかについては研究者間で多少の相違は見られるが、現在のほ座の領域の東半分に位置する μ・φ・PP・q などの星は含まれていなかったとされる。
大航海時代以降、南天の観測記録が欧州にもたらされるようになると、アルゴ座の領域は『アルマゲスト』に記されたものから東と南に拡張されていった。ドイツの法律家ヨハン・バイエルが、オランダの天文学者ペトルス・プランシウスやヨドクス・ホンディウスが製作した天球儀から南天の星の位置をコピーして製作した全天星図『ウラノメトリア』では、アルゴ座の領域はプトレマイオスが示したものよりも南東方向に拡張された。しかしバイエルはアルゴ座の星座絵に帆の部分をほとんど書いておらず、現在のほ座の東半分の星は星表にも記載されなかった。
17世紀イギリスの天文学者エドモンド・ハリーは、自身のセントヘレナ島での観測記録を元に製作・出版した南天の星図『Catalogus Stellarum Australium』で、アルゴ座とケンタウルス座の間にあった未所属の星とアルゴ座の南東部の星を用いて、チャールズ2世に縁のあるロイヤルオークをモチーフとした新星座「Robur Carolinum (チャールズの樫)」を設けた。ハリーが考案したこの新星座には、現在のほ座の東半分にあたる μ・p などの星が含まれていた。しかし、多分に政治的色合いの濃いこの星座は天文学者たちから忌避され、次第に廃れていった。
- ヨハン・バイエル『ウラノメトリア』（1603年）に描かれたアルゴ座 (Navis)。帆は畳まれ、現在のほ座の東半分の恒星は描かれていない。
- エドモンド・ハリーの南天星図（1678年）に描かれた星座 Argo と Robur Carolinum。Robur Carolinum には、のちにほ座の一部となる恒星が使われていた。

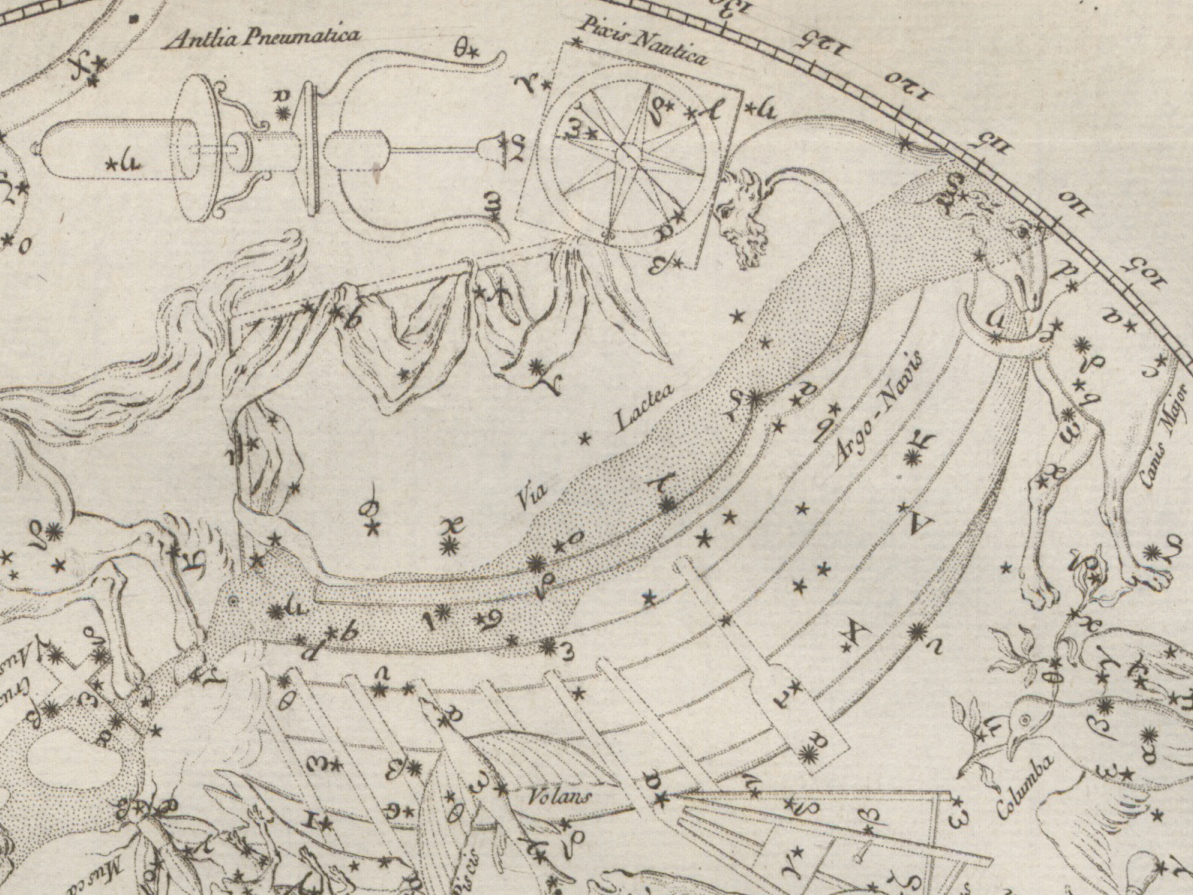
ニコラ＝ルイ・ド・ラカイユ『Coelum australe stelliferum』（1763年）に描かれた Argo Navis（アルゴ船）。ラカイユは、バイエルがマストに見立てた星を用いて Pixi Nautica、のちのらしんばん座を設けたが、それ以外の部分は1つの星座と見なしていた。

現在のほ座の枠組みを初めて設けたのは、18世紀フランスの天文学者ニコラ＝ルイ・ド・ラカイユであった。ラカイユは、1756年に出版されたフランス科学アカデミーの1752年版紀要に寄稿した星表と星図でアルゴ座に以下の改変を加えた。
1. ハリーの Robur Carolinum を廃して、これらの星をアルゴ座の一部分とすることで、アルゴ座を東方向に拡張した[57][51]。これにより、現在のほ座の領域のほとんどがアルゴ座に組み込まれた。
2. バイエルが「マストの4星」とした部分をアルゴ座から切り離し、新たに航海用コンパスを擬した星座 la Boussole を設定した[62][注 1]。この星座は1763年の星表ではラテン語化した Pixis Nautica と改名され、のちのらしんばん座 (Pyxis) の元となった。
3. バイエルがアルゴ座に付したギリシア文字とラテン文字の符号を全て廃して、新たにギリシア文字の符号をαからωまで振り直した[63]。
4. アルゴ座に、Corps du Navire (船体) 、Pouppe du Navire (船尾) 、Voilure du Navire (船の帆) の3つの小区画を設けた。これらは、ラカイユの死後1763年に出版された星表『Coelum australe stelliferum』では、それぞれラテン語で Argûs in carina（アルゴの竜骨）、Argûs in puppi（アルゴの船尾）、Argûs in velis（アルゴの帆） とされた[63]。
5. Corps du Navire、Pouppe du Navire、Voilure du Navire の星のうちギリシア文字の符号が付されていないものに対しては、小区画ごとにラテン文字の小文字で a、b、c……z 、続いて大文字で A、B、C…… Z と符号を付けた[59][注 2]。

ラカイユによるこれらの改変によって生まれた小区画の1つ Voilure du Navire または Argûs in velis が、ほ座 (Vela) の原型となった。
ラカイユはプトレマイオスの権威を尊重し、それまでの天文学者らと同じくアルゴ座を1つの星座と見なしていた。これは19世紀の天文学者らも同様で、19世紀半ばにイギリスの王室天文官を務めたフランシス・ベイリーが編纂した全天星表『The Catalogue of Stars of the British Association for the Advancement of Science』、いわゆる『BAC星表』でも Vela は独立した星座ではなく、あくまでアルゴ座の小区画 (subdivision) として扱われた。
巨大なアルゴ座とその中にある小区画、という入れ子構造に不満を覚える天文学者も少なくなかった。19世紀後半のアメリカの天文学者ベンジャミン・グールドもその一人であった。1879年、アルゼンチン国立天文台で台長の職にあったグールドは、南天の観測記録を元に星表『Uranometria Argentina』を刊行した。グールドはこの星表を編纂するにあたって、大き過ぎるが故に不便なことの多いアルゴ座に対して以下の要領で改変することとした。
1. ラカイユが設定したアルゴ座の領域を、Carina（りゅうこつ座）、Puppis（とも座）、Vela（ほ座）の3つの星座に置き換える。
2. ラカイユがアルゴ座の星に付したギリシア文字符号はそのまま残し、分割された3つの星座に新たなギリシア文字符号は付さない。
3. ラカイユが Carina、Puppis、Vela の各星座の星に付したラテン文字の符号は、R以降の大文字を除いてそのまま使われる。R以降の大文字は「アルゲランダー記法」による変光星の命名のために取り置くこととする。

このグールドによる改変によって、ほ座は独立した星座として扱われるようになった。また、ラカイユがギリシア文字を付した星として γ・δ・κ・λ・μ・ο・φ・ψ の8個だけがほ座の星として残された。そのため、現在もα星やβ星などはない。
1922年5月にローマで開催されたIAUの設立総会で現行の88星座が提案された際、ラカイユ以降に「アルゴ座」とされていた領域は、Carina（りゅうこつ座）、Puppis（とも座）、Vela（ほ座）の3つに分割されることが決定され、ほ座の星座名は Vela、略称は Vel と正式に定められた。

### 中国
ドイツ人宣教師イグナーツ・ケーグラー（戴進賢）らが編纂し、清朝乾隆帝治世の1752年に完成・奏進された星表『欽定儀象考成』では、ほ座の星々は二十八宿の南方朱雀七宿の第二宿「鬼宿」の星官に配されていた。λ星は単独で鳥獣の年齢・寿命を司る星官「天記」とされた。e星とd星はらしんばん座の4星と不明の1星とともに、天界に住む犬を表す星官「天狗」に置かれた。また、γ2・b・δ・κ・Nの5星は不明の1星とともに、土地神を祀る廟を表す星官「天社」を成すとされた。

## 呼称と方言
日本では、明治末期には「帆」という訳語が充てられていたことが、1910年（明治43年）2月刊行の日本天文学会の会報『天文月報』第2巻11号に掲載された「星座名」という記事でうかがい知ることができる。この訳名は、1925年（大正14年）に初版が刊行された『理科年表』にも「帆（ほ）」として引き継がれた。戦後の1952年（昭和27年）7月に日本天文学会が「星座名はひらがなまたはカタカナで表記する」とした際に、Vela の日本語の学名は「ほ」と定められ、これ以降は「ほ」という学名が継続して用いられている。
現代の中国では船帆座と呼ばれている。